# Colpotrochia kurisuei
Colpotrochia kurisuei är en stekelart som först beskrevs av Tohru Uchida 1930.  Colpotrochia kurisuei ingår i släktet Colpotrochia och familjen brokparasitsteklar. Inga underarter finns listade i Catalogue of Life.